# 고창 참당암 동종
고창 참당암 동종(高敞 懺堂庵 銅鐘)은 대한민국 전북특별자치도 고창군, 선운사 참당암 대웅전 안에 있는 입지름 50cm의 조선시대 범종이다. 1992년 6월 15일 전라북도의 유형문화재 제136호로 지정되었다.

## 같이 보기
- 선운사

## 참고 자료
- 참당암동종 - 국가유산청 국가유산포털